# 8-ма ракетна дивізія (РФ)
8-ма ракетна Мелітопольська Червонопрапорна дивізія (військова частина 44200) — з'єднання в складі 31-ї ракетної армії, розташоване в ЗАТО Первомайський (Юрʼя-2) Кіровської області.

## Історія
У серпні 1960 року на підставі директиви ГШ ЗС СРСР на основі 21-ї та 33-ї бойових стартових станцій 24-го навчального артилерійського полку була сформована 25-та ракетна бригада з штабом у місті Кіров.
У квітні 1961 року 25-та ракетна бригада була перетворена на 8-му ракетну Мелітопольську Червонопрапорну дивізію.
З липня 1961 року штаб дивізії передислоковано до селища Юрʼя Юрʼянського району Кіровської області.
Спочатку до складу увійшли 4 полки:
- 107-й ракетний Свірсько-Печензький Червонопрапорний, орденів Суворова і Олександра Невського полк,
- 116-й ракетний полк,
- 131-й ракетний полк,
- 527-й ракетний полк.

## Склад
- Управління ракетної дивізії (штаб)
- Вузол зв'язку
- Навчальний полігон (раніше Навчальна рота до березня 2019 року)
- Батальйон бойового забезпечення
- Батальйон матеріально-технічного забезпечення
- Батальйон охорони і розвідки
- 304-й гвардійський ракетний Червонопрапорний полк (1978 року передислокований з 23-ї гвардійської ракетної Орловсько-Берлінської ордена Леніна, Червонопрапорної дивізії)
- 776-й ракетний полк (1981 року передислоковано з 44-ї ракетної Камишинської дивізії)
- 76-й ракетний Кіровський полк (сформований у березні 1964 року з 2-го дивізіону 131-го ракетного полку)
- Окремий медичний батальйон
- Рухомий запасний командний пункт (РЗКП) — в складі ОдНЗ (Окремий дивізіон забезпечення)
- Окремий дивізіон забезпечення
- Технічна ракетна база (ТРБ)
- Окремий інженерно-саперний батальйон

### Входили до складу
з 1961 (первісна організація):
- 107-й ракетний Свірсько-Печензький Червонопрапорний, орденів Суворова і Олександра Невського полк — розформований у 2003 році
- 116-й ракетний полк — в 1969 році переведений до складу 28-ї гвардійської ракетної Червонопрапорної дивізії (Козельськ)
- 131-й ракетний полк — в 1968 році переведений до складу 10-ї гвардійської ракетної Червонопрапорної, ордена Суворова дивізії (Кострома)
- 527-й ракетний полк — в 1968 році переведений до складу 10-ї гвардійської ракетної Червонопрапорної, ордена Суворова дивізії (Кострома)

з березня 1964:
- 143-й ракетний полк (сформований з 3-го дивізіону 116-го ракетного полку); у 1969 році переведений до складу 28-ї гвардійської ракетної Червонопрапорної дивізії (Козельськ);
- 299-й ракетний полк (сформований з 2-го дивізіону 107-го ракетного полку); у 1971 році переведений до складу 19-ї ракетної Запорізької Червонопрапорної, орденів Суворова і Кутузова дивізії (Хмельницький);
- 603-й ракетний полк (сформований з 2-го дивізіону 116-го ракетного полку); розформовано в 1977 році;
- 640-й ракетний полк (сформований з 2-го дивізіону 527-го ракетного полку); у 1968 році переведений до складу 54-ї гвардійської ракетної ордена Кутузова дивізія (Тейково);
- 700-й ракетний полк (сформований з 3-го дивізіону 131-го ракетного полку); у 1971 році переведений до складу 19-ї ракетної Запорізької Червонопрапорної, орденів Суворова і Кутузова дивізії (Хмельницький);
- 715-й ракетний полк (сформований з 3-го дивізіону 527-го ракетного полку); розформовано в 1978 році.

в 1978 р передислокований з 29-ї гвардійської ракетної Вітебської ордена Леніна, Червонопрапорної дивізії
- <b id="mwSg">79-й гвардійський ракетний Севастопольський Червонопрапорний полк</b>; розформований 1 грудня 2004 року (наказ командувача РВСП від 11 червня 2004 року № 030);
- 224-та окрема вертолітна ескадрилья; розформована в 2004 році;
- 1762-й військовий госпіталь в/ч 41464; розформувано 2011 року (Наказ Міністра оборони РФ від 14.05.2011 № 685).

## Командування
У різний час дивізією командували:
- З 30 травня 1961 по 28 травня 1965 — генерал-майор Савельєв А. Г.
- З 28 травня 1965 по 20 травня 1971 — генерал-майор Гонтаренко А. Г.
- З 20 травня 1971 по 18 березня 1976 — генерал-майор Плюснін В. П.
- З 18 березня 1976 по 5 серпня 1981 — генерал-майор Балихін В. Є.
- З 5 серпня 1981 по 1 грудня 1985 — генерал-майор Поліцин А. В.
- З 1 грудня 1985 по 21 січня 1989 — генерал-майор Бабешко В. А.
- З 21 січня 1989 по 30 листопада 1993 — генерал-майор Кальянов В. І.
- З 1993 по 14 червня 1995 — генерал-майор Малафєєв Василь Іванович
- З 14 червня 1995 — по 16 червня 1999 — генерал-майор Коваленко, Геннадій Миколайович
- З 16 червня 1999 по 03 вересень 2002 — генерал-майор Артем'єв Сергій Олександрович.
- З 03 вересня 2002 по 01 грудня 2005 — генерал-майор Арзамасцев Сергій Іванович.
- З 1 грудня 2005 по 14 червня 2007 — генерал-майор Головач Віталій Васильович
- З 14 червня 2007 по 05 листопада 2009 — полковник Стефанцов Едуард Євгенович
- З грудня 2009 по 12 листопада 2010 — полковник Афонін Ігор Сергійович
- З грудня 2010 по лютий 2012 — полковник Михолап Леонід Олександрович
- З березня 2012 по грудень 2017 — генерал-майор Яцино Юрій Віталійович
- З грудня 2017 по серпень 2018 — полковник Черевко Андрій Миколайович
- З серпня 2018 — генерал-майор Бурков Павло Миколайович

## Озброєння
У різні роки на озброєнні дивізії стояли ракетні комплекси:
- 1963—1977 рр. — Р-16У (8К64У)
- 1978—1985 рр. — ПГРК РСД-10 (15Ж45)
- 1985-досі — ПГРК РТ-2ПМ (15Ж58)

У грудні 1990 року у 8-й ракетній дивізії на бойове чергування заступив ракетний полк (командир — полковник С. І. Арзамасцев) з модернізованим командним ракетним комплексом, що отримав назву «Периметр-РЦ», до складу якого входить командна ракета, створена на базі МБР РТ-2ПМ «Тополя».